# Отендорф (Кил)
Отендорф (њем. Ottendorf) општина је у њемачкој савезној држави Шлезвиг-Холштајн. Једно је од 165 општинских средишта округа Рендсбург. Према процјени из 2010. у општини је живјело 827 становника. Посједује регионалну шифру (AGS) 1058126.

## Географски и демографски подаци
Отендорф се налази у савезној држави Шлезвиг-Холштајн у округу Рендсбург. Општина се налази на надморској висини од 10 метара. Површина општине износи 3,6 km². У самом мјесту је, према процјени из 2010. године, живјело 827 становника. Просјечна густина становништва износи 233 становника/km².